# Tara Cross-Battle
Tara Cross-Battle wcześniej Tara Cross (ur. 16 września 1968 w Houston) – amerykańska siatkarka, przyjmująca w reprezentacji USA grała w latach 1990-2004.
Brązowa medalistka IO z 1992 z Barcelony.
Brązowa medalistka MŚ z 1990 z Chin oraz wicemistrzyni świata z 2002 z Niemiec.